# Сингх, Вартика
Варти́ка Бридж Нат Си́нгх (хинди वर्तिका ब्रिज नाथ सिंह; род. 27 августа 1993, Лакхнау) — индийская фотомодель, участница международного конкурса красоты «Мисс Вселенная 2019».

## Биография

### Ранние годы и образование
Вартика Сингх родилась 27 августа 1993 года в Лакхнау (штат Уттар-Прадеш). 
Получила образование в родном городе в школе при монастыре Каносса. Затем Вартика училась в Колледже Изабеллы Тобурн и Лакхнауском университете. Имеет степень магистра в области общественного здравоохранения.

### Карьера модели
В 2014 году Вартика участвовала на конкурсе «Мисс Дива 2014», по итогам которого вошла в топ-7 и получила награду «Мисс Фотогеничность». В 2015 году она участвовала на конкурсе «Фемина Мисс Индия» и завоевала титул Второй вице-мисс. Она представляла Индию на «Мисс Гранд Интернешнл 2015», который проходил в Бангкоке, и получила титул Второй вице-мисс.
В 2016 году журнал «GQ» включил её в число самых горячих женщин Индии года.
В декабре 2019 года Вартика представляла Индию на международном конкурсе красоты «Мисс Вселенная 2019» и по его итогам вошла в топ-20.

### Общественная деятельность
В 2018 году Сингх основала некоммерческую организацию «Чистые люди». Она стремится создавать и распространять информацию о проблемах, связанных с общественным здравоохранением в стране. Вартика сотрудничает с правительством штата Уттар-Прадеш, чтобы повышать осведомленность и просвещать сообщества о туберкулёзе.  
Она также сотрудничает с организацией «Smile Train» в Индии в качестве посла доброй воли, чтобы оказывать помощь и лечение детям, рожденным с заячьей губой.